# 聖教量
聖教量（しょうぎょうりょう、梵: Śabda-pramāṇa, शब्दप्रमाण)は、仏教やインド哲学において聖典の言葉を論証の根拠とすること。

## 仏教外の説
サンスクリット語の śabdaは「声」「音」という意味で、インドの哲学の諸派では、これを認識方法の一つとして「信頼すべき人の言葉」という意味で、自らの得た智の正否を判断する規範（量）としている。
ミーマーンサー学派によれば、śabda は、単なる音声ではなく、音声を超越して実在し、言葉は音声と意味を媒介するものとして、常住であるとした(語常住論)。ニヤーヤ学派やヴァイシェーシカ学派は、この語常住論に反対した。
バルトリハリは、言葉と意味との結合関係は常住不変であるとして、言葉の本性としての「sphoṭa」という概念を提唱した。

## 仏教の説
仏教では、釈迦によって説かれた言葉を真理と認め、これを規範とし、伝承の正統性は既存の伝承と照合し、「法(Dhamma)」と「律(Vinaya)」に照らして判断するという「四大教法(cattāro mahāpadesā)」の立場がとられた。例外的に『カーラーマ経』 (Kalama Sutta) のように、対告衆によって「聖典の言葉だからといって信じない（mā piṭakasampadānena）」、「推論によって信じない(mā takkahetu)」等という聖教量と比量を認めないことを是認する教説も存在したが、基本的に釈迦の言葉を規範としていた。そのため、ニヤーヤ学派などとの討論のために整備された仏教の論理学も、聖教量を認めた三量説であった。
ところが、陳那が出るに及んで、正しい智であるかどうかは聖教量によって判定されるべきものではなく、自らが論証して判断すべきものであるとして、二量説を立てた。
しかしながら、陳那の系統が衰退したことと、密教などが発展したことなどにより、中国などではふたたび聖教量が認められるようになった。